# Terra Alta (Pará)
Terra Alta é um município brasileiro do nordeste do estado do Pará, estando a 94 km de distância de Belém. Localiza-se à latitude 01º02'28" sul e à longitude 47º54'27" oeste, com altitude de 35 metros. Sua população estimada em 2016 era de 11.262 habitantes.